# Inspektor ochrony danych
Inspektor ochrony danych (IOD) (ang. data protection officer, fr. délégué à la protection des données) - osoba fizyczna, wspierająca administratora danych osobowych w realizacji obowiązków, dotyczących ochrony danych osobowych.
Rola inspektora ochrony danych została uregulowana w przepisach unijnych i krajowych, dotyczących ochrony danych osobowych.

## RODO
Przepisy RODO, dotyczące inspektora ochrony danych, zostały uregulowane w szczególności w art. 37-39 RODO.
Wyznaczenie IOD przez administratora danych jest obowiązkowe, gdy:
- przetwarzania dokonuje organ lub podmiot publiczny (z wyjątkiem sądów w zakresie sprawowania przez nie wymiaru sprawiedliwości)
- główna działalność polega na operacjach przetwarzania, które ze względu na swój charakter, zakres lub cele wymagają regularnego i systematycznego monitorowania osób, których dane dotyczą, na dużą skalę lub
- główna działalność polega na przetwarzaniu na dużą skalę danych z art. 9 RODO lub art. 10 RODO.

W pozostałych przypadkach wyznaczenie IOD jest dobrowolne.
Do zadań inspektora ochrony danych należy:
- informowanie administratora danych oraz osób przetwarzających dane o obowiązkach, związanych z ochroną danych osobowych,
- monitorowanie przestrzegania RODO, innych przepisów oraz polityk administratora danych, w szczególności przez szkolenia i audyty,
- udzielanie zaleceń w zakresie oceny skutków dla ochrony danych,
- współpraca z organem nadzorczym, w tym pełnienie funkcji punktu kontaktowego.

## Ustawa o ochronie danych osobowych
Ustawa o ochronie danych osobowych zobowiązuje do wyznaczenia IOD następujące organy i podmioty publiczne:
- jednostki sektora finansów publicznych,
- instytuty badawcze,
- Narodowy Bank Polski.

Wyznaczenie IOD powoduje konieczność zgłoszenia tego faktu do Prezesa Urzędu Ochrony Danych Osobowych (w terminie 14 dni od dnia wyznaczenia).
W przypadku wyznaczenia IOD jego dane kontaktowe (imię, nazwisko, adres e-mail lub numer telefonu) mają być dostępne na stronie internetowej administratora, który go wyznaczył. Jeżeli administrator nie ma strony internetowej, dane IOD mają być zamieszczone w sposób ogólnie dostępny w miejscu prowadzenia działalności.

### Administrator bezpieczeństwa informacji
Do maja 2018 r. rolę obecnych IOD pełnili administratorzy bezpieczeństwa informacji. W ramach dostosowywania polskich przepisów do RODO ustawodawca określił zasady pełnienia funkcji IOD przez dotychczasowych ABI.

## Rozporządzenie ws. ochrony danych osobowych w instytucjach unijnych
Funkcję inspektora ochrony danych przewiduje także rozporządzenie Parlamentu Europejskiego i Rady (UE) 2018/1725 z dnia 23 października 2018 r. w sprawie ochrony osób fizycznych w związku z przetwarzaniem danych osobowych przez instytucje, organy i jednostki organizacyjne Unii i swobodnego przepływu takich danych oraz uchylenia rozporządzenia (WE) nr 45/2001 i decyzji nr 1247/2002/WE.

## Zobacz także
- Europejski Inspektor Ochrony Danych